# Le Journal de Noël
 (août 2023).
Le contenu est difficilement compréhensible vu les erreurs de traduction, qui sont peut-être dues à l'utilisation d'un logiciel de traduction automatique.
Pour plus de détails, voir Fiche technique et Distribution.
Le Journal de Noël (The Noel Diary) est un film de Noël comique cinéma américaine, mettant en vedette Justin Hartley, Barrett Doss (en), Bonnie Bedelia, Essence Atkins et James Remar qui ont joué les rôles principaux,,,,,. Le film a été réalisé et écrit par Charles Shyer, avec d'autres scénaristes dont Richard Paul Evans, Rebecca Connor et David Golden, et produit par Margret H. Huddleston et Stephanie Slack,.

## Synopsis
Lorsque l'auteur populaire Jake Turner (Justin Hartley) rentre à la maison à Noël pour régler la succession de sa mère, il découvre un journal intime qui pourrait l'éclairer sur son propre passé et celui de Rachel (Barrett Doss) - une jeune femme en quête de sens. Ensemble, ils se lancent dans un voyage pour défier leur passé et découvrir un avenir totalement imprévu,,.

## Distribution
- Justin Hartley (VF : Martial Le Minoux) : Jacob Turner
- Barrett Doss (en) (VF : Déborah Claude) : Rachel
- Bonnie Bedelia (VF : Blanche Ravalec) : Ellie
- James Remar (VF : Patrice Baudrier) : Scott Turner
- Essence Atkins (VF : Géraldine Asselin) : Noel Hayden

 Source et légende : version française (VF) sur RS Doublage